# Athies (Somme)
Athies ist eine französische Gemeinde mit 613 Einwohnern (Stand 1. Januar 2022) im Département Somme in der Region Hauts-de-France im Norden von Frankreich. Die Gemeinde gehört zum Kanton Ham und ist Teil des Gemeindeverbandes Est de la Somme.

## Geographie
Die Gemeinde in der Landschaft Santerre liegt am rechten Ufer des Omignon, eines Zuflusses der Somme, und nördlich der Autoroute A29 mit der Auffahrt 54 von der Départementsstraße 937 (herabgestufte N37) im Gemeindegebiet. Im Norden erstreckt sich die Gemeinde bis zur D 1029 (Chaussée Brunehaut). Von West nach Ost durchzieht die D 45 die Gemeinde. Zu Athies gehört der Ortsteil Fourques am linken Ufer des Omignon. Die Flurnamen Les Vignes und Les petites Vignes am Nordufer des Omignon deuten auf früheren Weinbau hin.

## Geschichte

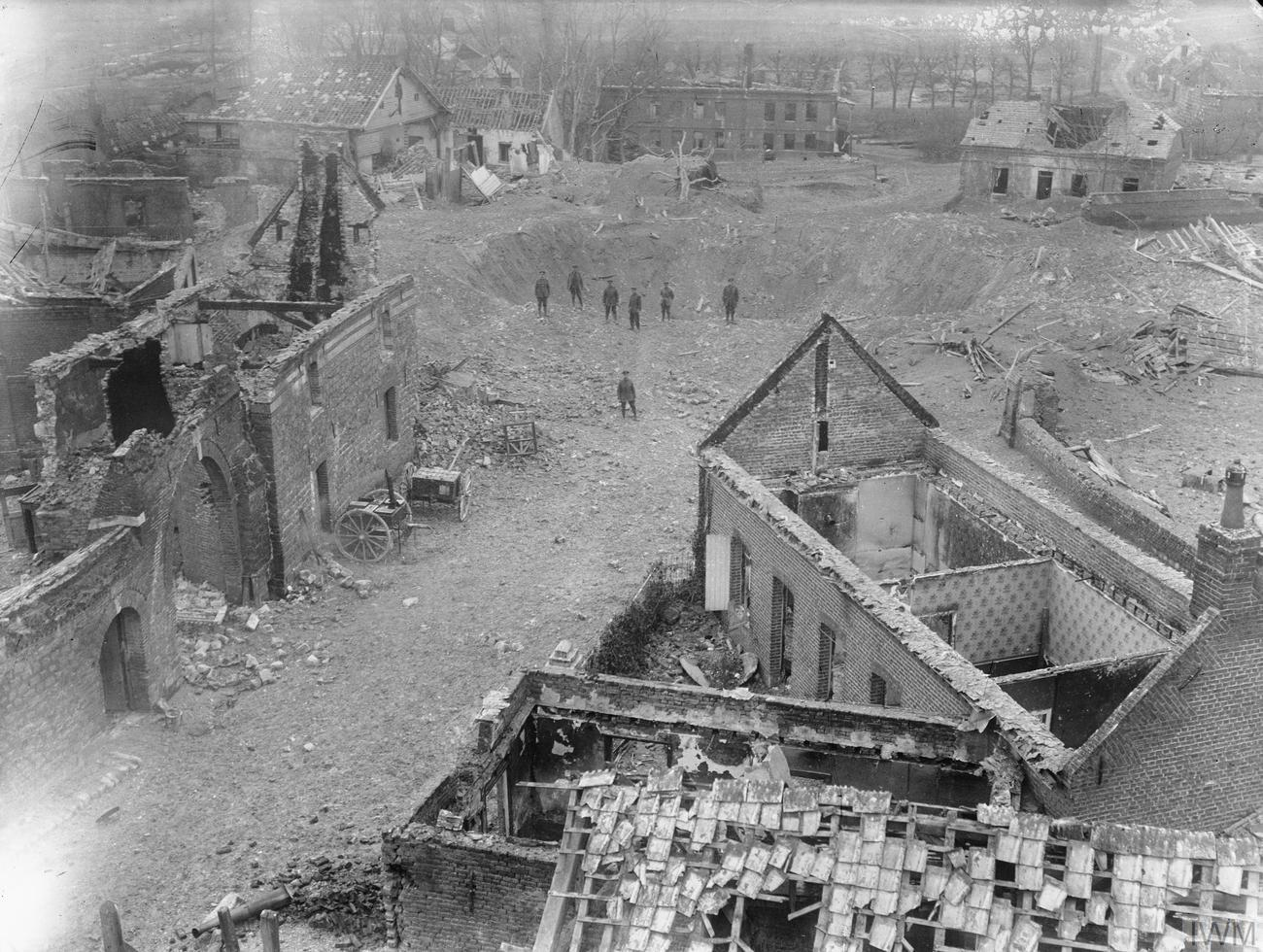
Minenkrater, April 1917

In Athies sind Reste einer gallo-römischen Villa erhalten. Im Ort stand ein merowingischer Palast, dessen genaue Lage nicht bekannt ist. Hierher wurde Radegundis, die spätere Gemahlin von Chlothar I., verschleppt.
Im Ersten Weltkrieg erlitt Athies in der Schlacht von Arras, unter anderem auch durch von den Sprengungen durch die Mineure der britischen Truppen vor dem Angriff und beim anschließenden Rückzug der deutschen Truppen, schwere Schäden. Die Gemeinde wurde mit dem Croix de guerre 1914–1918 ausgezeichnet.

## Sehenswürdigkeiten
- Die Mariä-Himmelfahrts-Kirche (Notre-Dame de l’Assomption) wurde im 12. Jahrhundert errichtet. Turm und Gewölbe wurden nach dem Ersten Weltkrieg erneuert.
- Das Portal der Kirche Sainte-Radegonde ist seit 1862 als Monument historique klassifiziert.[1]

## Einwohner
| 1962 | 1968 | 1975 | 1982 | 1990 | 1999 | 2006 |
| ---- | ---- | ---- | ---- | ---- | ---- | ---- |
| 549  | 495  | 607  | 600  | 633  | 632  | 637  |

## Verwaltung
Bürgermeister (Maire) ist seit 2008 Pierre Fenot.